# Ejército Popular Revolucionario
Ejército Popular Revolucionario (EPR, deutsch Revolutionäre Volksarmee) ist eine Guerillaorganisation in Mexiko. Ihr politischer Arm ist der PDPR (Partido Democrático Popular Revolucionario), deutsch: Demokratisch Revolutionäre Volkspartei. Ursprünglich entfaltete die EPR ihre Aktivitäten in den mexikanischen Staaten Guerrero und Michoacán, doch kurz nach der Präsidentschaftswahl in Mexiko 2006 wurde sie auch in der Hauptstadt des Landes und in anderen Gebieten aktiv. Zum ersten Mal trat die ERP am 28. Juni 1996 bei einer Gedenkveranstaltung zur Ermordung von 17 Landarbeitern durch Polizeikräfte öffentlich in Erscheinung. Nach Ansicht mexikanischer Behörden rekrutierte sich die ERP aus Überbleibseln der Partei der Armen.

## Ideologie
Die PDPR-EPR verficht ein umfangreiches sozialistisches politisch-ökonomisches Programm, mit dem eine Entwicklung hin zum Kommunismus auf den Weg gebracht werden soll. Sie tritt für die Verstaatlichung der Banken und der Massenmedien, wie Televisa und TV Azteca, ein. In ihrem politischen Programm besteht sie auf der nationalen Souveränität Mexikos gegenüber dem US-amerikanischen Imperialismus und der Nichtanerkennung der Auslandsschulden. In ihrem sozialen Programm hebt sich die besondere Aufmerksamkeit für die Landarbeitergemeinden und die indigenen Völker Mexikos hervor.
Um diese Ziele zu erreichen, erklärt sich die PDPR ausdrücklich für die „bewaffnete Selbstverteidigung“ als Antwort auf den „Krieg niederer Intensität“ der korrupten Behörden.

## Aktivitäten
Auch wenn die EPR in vielen mexikanischen Staaten aktiv war, so liegt ihr Betätigungsgebiet im Wesentlichen in Guerrero, Oaxaca und Chiapas.
Ihr erster öffentlicher Auftritt fand am 28. Juni 1996 während einer Gedenkveranstaltung an das Massaker von Aguas Blancas statt. Genau ein Jahr zuvor waren auf Anordnung des Gouverneurs Rubén Figueroa Alcocer 17 Landarbeiter im vado de Aguas Blancas von Polizeikräften ermordet worden. Die Ermordeten gehörten zur Landarbeiterorganisation Campesina de la Sierra Sur (OCSS). 70 bis 100 mit Gewehren bewaffnete Rebellen besetzten die zentrale Bühne der Gedenkveranstaltung, erklärten der mexikanischen Regierung den Krieg und verlasen das „Aguas Blancas Manifest“. Mit 17 Schüssen in die Luft ehrten sie die 17 beim Massaker Getöteten.
Am 6. November 2006 explodierten in Mexiko-Stadt drei Sprengkörper während der Morgendämmerung. Die Explosionen ereigneten sich in den Einrichtungen der PRI, wobei auch eine Bankniederlassung beschädigt wurde. Es gab nur materielle Schäden. Die Tat wurde von der Regierung Felipe Calderón der EPR zugeschrieben.
In der Zeit zwischen dem 5. und 10. Juli 2007 ereigneten sich mehrere Anschläge auf Einrichtungen des staatlichen Erdölkonzerns PEMEX, für die die EPR in einem Kommuniqué die Verantwortung übernahm. In den nördlichen Bundesstaaten Guanajuato und Querétaro wurden zwei Gasleitungen und eine Ölleitung beschädigt. In dem Bekennerschreiben wurde die lebendige Präsentation zweier ihrer Mitglieder gefordert, die am 25. Mai in Oaxaca verhaftet worden und seitdem verschwunden seien.
Am 11. Juli 2007 wurden mehrere Internetseiten abgeschaltet, in denen Nachrichten der EPR und PDPR verbreitet wurden.
Am 10. September 2007 ereigneten sich wiederum Explosionen auf Gasleitungen der Pemex in verschiedenen mexikanischen Staaten, die der EPR zugeschrieben wurden. Die Explosionen fanden gleichzeitig um 2:00 Uhr nachts statt. Der den Anschlägen zugerechnete Beweggrund ist die an die mexikanische Regierung gerichtete Forderung der EPR, zwei Kameraden lebendig zurückkehren zu lassen, die die EPR in mexikanischen Geheimgefängnissen vermutet.

## Spaltung
Am 8. Januar 1998 spaltete sich die EPR. Ein Teil der Mitglieder trat aus der EPR aus und bildete eine neue Gruppe unter dem Namen Ejército Revolucionario del Pueblo Insurgente (ERPI), auf Deutsch: „Revolutionäre Aufständische Volksarmee“. Als Gründe für die Abspaltung wurden genannt: der geringe Zuwachs an Mitgliedern, die ausgeprägt zentralistische und bürokratische Struktur der EPR, sowie die Entmenschlichung einiger Verfahrensweisen.